# Olympische Geschichte Nord-Borneos
| Gelbes Symbol für Goldmedaillen mit stilisierten Olympischen Ringen | Graues Symbol für Silbermedaillen mit stilisierten Olympischen Ringen | Braundes Symbol für Bronzemedaillen mit stilisierten Olympischen Ringen |
| ------------------------------------------------------------------- | --------------------------------------------------------------------- | ----------------------------------------------------------------------- |
| —                                                                   | —                                                                     | —                                                                       |

Nordborneo nahm als eigenständige Mannschaft an den Olympischen Sommerspielen 1956 im australischen Melbourne teil. Es war die einzige olympische Teilnahme des ehemaligen britischen Protektorats, das 1963 Teil des neuen Staates Malaysia wurde.
Nord-Borneo war zu dieser Zeit kein unabhängiger Staat; Es nahm (wie Malaya) als britisches Territorium an den Olympischen Spielen teil.

## Geschichte
Das Nationale Olympische Komitee Nord-Borneos (NOK) wurde 1953 von Gurbaksh Singh Kler, einem indischen Einwanderer, gegründet. Im selben Jahr entstanden auch die Komitees von Malaya, während das Komitee von Singapur bereits 1947 gegründet worden war. Von den damaligen britischen Kolonien im heutigen Malaysia und Singapur verfügte nur die Kolonie Sarawak über kein eigenes Komitee und nahm nie als eigenständige Mannschaft an den Olympischen Spielen teil.
Nordborneo nahm nur einmal an den Olympischen Sommerspielen teil, nämlich 1956 in Melbourne, Australien. Die Delegation von Nordborneo bestand aus vier Personen: Datuk Seri Khoo Siak Chew als Fahnenträger, JW Keck als Olympiaattaché sowie den Athleten Gabuh Bin Piging und Sium Bin Diau, die beide am Dreisprung der Männer teilnahmen. Die gesamte Nordborneo-Delegation meldete sich am 16. November 1956 in Melbourne – sechs Tage vor Beginn der Spiele – an.
Die Athleten sowie die Vertreter Nordborneos lebten in den nordöstlichen Häusern des Olympischen Dorfes in Heidelberg (Victoria), nahe der Stadt Melbourne. Das IOC organisierte drei Mahlzeiten am Tag, die sie in einem Speisesaal zusammen mit Teilnehmern aus Afghanistan, Indonesien, Malaysia, Pakistan, der Türkei und dem Iran einnahmen.
Der 24-jährige Gabuh Bin Piging sprang bei seinem zweiten Versuch mit 14,55 m seine Bestmarke und erreichte Rang 24 von 35 Athleten. Jedoch kamen nur die 22 besten ins Finale, weshalb Piging in der Qualifikationsrunde ausschied. Ebenfalls in der Qualifikation ausgeschieden ist der 21-jährige Sium Bin Diau, der mit seiner Bestmarke von 14,09 m nur Rang 28 erreichte.
Die Olympischen Sommerspiele 1956 in Melbourne waren die einzigen Spiele, an denen Nordborneo mit eigenen Athleten angetreten ist. Das britische Protektorat nahm nie an den Olympischen Winterspielen teil und konnte sich auch nicht für die Olympischen Sommerspiele 1960 in Rom, Italien qualifizieren. Ab 1964, nach der Gründung der Malaysischen Föderation im Jahr 1963, traten Athleten aus dieser Region als Teil des neuen Staates Malaysia an. Der IOC-Ländercode von Nordborneo war BOR, bei den Spielen wurde jedoch NBO verwendet.

## Medaillenspiegel

### Statistiken bei den Olympischen Sommerspielen
| Spiele         | Sportler                | Männer                  | Frauen                  | Sportarten              |                         |                         |                         | Gesamt                  | Rang                    |
| -------------- | ----------------------- | ----------------------- | ----------------------- | ----------------------- | ----------------------- | ----------------------- | ----------------------- | ----------------------- | ----------------------- |
| 1956 Melbourne | 2                       | 2                       | 0                       | 1                       | 0                       | 0                       | 0                       | 0                       | -                       |
| 1960 Rom       | Nicht qualifiziert      | Nicht qualifiziert      | Nicht qualifiziert      | Nicht qualifiziert      | Nicht qualifiziert      | Nicht qualifiziert      | Nicht qualifiziert      | Nicht qualifiziert      | Nicht qualifiziert      |
| 1964-heute     | Teil von Malaysia (MAS) | Teil von Malaysia (MAS) | Teil von Malaysia (MAS) | Teil von Malaysia (MAS) | Teil von Malaysia (MAS) | Teil von Malaysia (MAS) | Teil von Malaysia (MAS) | Teil von Malaysia (MAS) | Teil von Malaysia (MAS) |
| Gesamt         | 2                       | 2                       | 0                       | 1                       | 0                       | 0                       | 0                       | 0                       | -                       |

An den Olympischen Reiterspielen 1956 in Stockholm, Schweden nahm Nordborneo nicht teil.

### Statistiken bei den Olympischen Winterspielen
| Spiele                 | Sportler                |                         |                         |                         | Gesamt                  | Rang                    |
| ---------------------- | ----------------------- | ----------------------- | ----------------------- | ----------------------- | ----------------------- | ----------------------- |
| 1956 Cortina d’Ampezzo | Nicht teilgenommen      | Nicht teilgenommen      | Nicht teilgenommen      | Nicht teilgenommen      | Nicht teilgenommen      | Nicht teilgenommen      |
| 1960 Squaw Valley      | Nicht teilgenommen      | Nicht teilgenommen      | Nicht teilgenommen      | Nicht teilgenommen      | Nicht teilgenommen      | Nicht teilgenommen      |
| 1964-heute             | Teil von Malaysia (MAS) | Teil von Malaysia (MAS) | Teil von Malaysia (MAS) | Teil von Malaysia (MAS) | Teil von Malaysia (MAS) | Teil von Malaysia (MAS) |
| Gesamt                 | -                       | -                       | -                       | -                       | -                       | -                       |

## Leichtathletik
- Sium bin Diau
  - Dreisprung der Männer

Qualifikationsrunde: 14,09 Meter, Rang 28
Versuch eins: 13,99 Meter
Versuch zwei: 13,56 Meter
Versuch drei: 14,09 Meter

- Gabuh bin Piging
  - Dreisprung der Männer

Qualifikationsrunde: 14,55 Meter, Rang 24
Versuch eins: 14,47 Meter
Versuch zwei: 14,55 Meter
Versuch drei: ungültig

## Nicht Olympische Wettbewerbe
Nordborneo nahm 1958 und 1962 an den British Empire and Commonwealth Games als eigenständige Mannschaft teil. Bei den Spielen 1958 erreichte Gabuh bin Piging in Dreisprung der Männer den sechsten Platz.

## Britisch-Nordborneo
Nord-Borneo, auch Nordborneo oder Britisch-Nordborneo bezeichnet, war von 1881 bis 1963 eine Kronkolonie des Vereinigten Königreichs. Es nahm den nordöstlichen Teil der Insel Borneo ein. Heute liegt dort der malaysische Bundesstaat Sabah. Am 16. September 1963 wurde der Staat Malaysia gegründet und entstand aus vier ehemaligen Teilen des Britischen Weltreiches: der Föderation Malaya, Britisch-Nordborneo, Singapur und der Kolonie Sarawak.